# Ostprignitz-Ruppin
Ostprignitz-Ruppin là một Kreis (huyện) về phía tây bắc của Brandenburg, Đức. Các khu vực giáp ranh (từ phía bắc theo chiều kim đồng hồ) các huyện Müritz và Mecklenburg-Strelitz ở Mecklenburg-Western Pomerania, các huyện
Oberhavel và Havelland, huyện Stendal ở Saxony-Anhalt, và huyện Prignitz.

## Địa lý
Huyện này bao gồm vùng đồng bằng thôn quê ở tây bắc Berlin. Đây là một khu vực rừng rậm. Có nhiều sông và hồ ở phía tây, trung bộ và đông bắc. Sông chính chảy qua huyện này là Dosse.

## Lịch sử
Huyện đã được lập chính thức vào năm 1993 thông qua việc sáp nhập các huyện Kyritz, Neuruppin và Wittstock. Huyện này có diện tích gần trùng với lãnh thổ của hai huyện trước đó là Ostprignitz và Ruppin. Osprignitz đã được lập năm 1815 làm một trong hai huyện nằm trên huyện cũ Prignitz, và đã được tách thành các huyện Kyritz, Pritzwalk và Wittstock vào năm 1952. Vào năm 1952, huyện Ruppin đã được đổi tên thành Neuruppin và phải chuyển các khu vực đất cho các huyện Kyritz và Gransee.

## Thị xã và đô thị
| Amt-free towns | Ämter | |
| --- | --- | --- |
| 1. Kyritz 2. Neuruppin 3. Rheinsberg 4. Wittstock Amt-free municipalities 1. Fehrbellin 2. Heiligengrabe 3. Wusterhausen | 1. Lindow (Mark) 1. Herzberg 2. Lindow1, 2 3. Rüthnick 4. Vielitzsee 2. Neustadt (Dosse) 1. Breddin 2. Dreetz 3. Neustadt an der Dosse1, 2 4. Sieversdorf-Hohenofen 5. Stüdenitz-Schönermark 6. Zernitz-Lohm | 3. Temnitz 1. Dabergotz 2. Märkisch Linden 3. Storbeck-Frankendorf 4. Temnitzquell 5. Temnitztal 6. Walsleben1 |
| 1thủ phủ của Amt; ²thị xã                                                                                                | | |